# خبازی نیشابوری
خَبّازیِ نیشابوری (درگذشته ۳۴۲ ق.) از علما و دانشمندان و شاعران ایرانی روزگار سامانیان و از معاصران کسایی، دقیقی، شهید بلخی، ابوالمؤید بلخی، رودکی، عماره مروزی، اعجمی، طخاری، جویباری، ابوالعباس بن عباس رنجی، ابوالمثل بخاری و رابعه قزداری بوده‌است. از اشعار او اثر کمی به جا مانده است.
در عروضی سمرقندی و عوفی و هدایت و مجمع‌الفصحا از او یاد شده.
نمونه شعرها:
| می‌بینی آن‌دو زلف که یادش همی برد  |  | گویی که عاشق است که هیچش قرار نیست |
| یا نی که دست حاجب سالار لشکر است |  | از دور می‌نماید که امروز بار نیست   |